# История семьи Блум
«История семьи Блум» (англ. Penguin Bloom) — драматический фильм, снятый Глендином Айвином по сюжету одноимённой книги Бредли Тревора Грива.

## Сюжет
Австралийская семья, состоящая из жены Сэм Блум (Наоми Уоттс), мужа Кэмерона Блума (Эндрю Линкольн) и трёх сыновей, отдыхает в Таиланде. Сэм, забравшись на крышу для осмотра пейзажей острова, облокачивается на прогнившие перила и падает с высоты, из-за чего получает травму позвоночника и становится парализованной ниже пояса. До травмы она вела активный образ жизни, была инструктором по сёрфингу и заботилась о семье. После возвращения из больницы молодая женщина передвигается по дому в инвалидной коляске и становится беспомощной. Из-за случившегося Сэм чувствует себя ненужной, испытывает отчаяние, депрессию и впадает в истерики. Муж и трое детей пытаются жить в новых обстоятельствах и помочь Сэм, для чего окружают её заботой и вниманием, а также пытаются отвлечь от плохих мыслей. В семью попадает раненый птенец сороки, которого сыновья находят на берегу океана. Птенца из-за чёрно-белой раскраски и невозможности летать называют Пингвином. О птенце приходится заботиться, и он помогает семье сплотиться, а Сэм справиться с депрессией и принять новую реальность.

## В ролях
- Наоми Уоттс — Сэм Блум[4]
- Эндрю Линкольн — Кэмерон Блум
- Джеки Уивер — Джен
- Рэйчел Хаус — Гай
- Лианна Уолсмен — Кайли
- Лиза Хенсли — Брон
- Гриффин Муррей-Джонстон — Ной Блум
- Феликс Камерон — Рубен Блум
- Абе Клиффорд-Барр — Оли Блум
- Джия Каридес — Меган

## Русский дубляж
Фильм был дублирован студией «Кириллица» в 2021 году. Режиссёр дубляжа — Александр Новиков.
Роли дублировали:
- Людмила Шувалова — Сэм Блум
- Мария Овчинникова — Кэмерон Блум
- Дмитрий Поляновский — Джен
- Екатерина Семёнова — Гай, Брон
- Анна Киселёва — Кайли, Оли Блум
- Фёдор Парамонов — Ной Блум
- Ольга Сирина — Рубен Блум, Меган

## Производство
Съёмки начались в Австралии в начале августа 2019 года.